# 真庭ひかりネットワーク
真庭ひかりネットワーク（まにわひかりネットワーク）は、岡山県真庭市が整備した光ファイバーによる情報通信施設である。真庭いきいきテレビ（まにわいきいきテレビ）のケーブルテレビサービスと「音声告知放送」「IP電話サービス」が実施されている。また「NTT西日本」により「ひかり電話」「インターネット接続」のサービスが提供されている。
ここでは、「真庭いきいきテレビ」の前身「KHK」についても、記載する。

## サービスエリア
- 岡山県真庭市

## 沿革
- 1995年（平成7年）4月 - 久世町にケーブルテレビ・テレビくせ放送協会 KHK（テレビくせほうそうきょうかい ケーエイチケー）開局。1959年（昭和34年）に開始された有線放送電話の後継としての施策であった。
- 1997年（平成9年）4月 - 財団法人 久世エスパス振興財団の組織となる。
- 2005年（平成17年）3月31日 - 合併により真庭市発足。
- 2009年（平成21年）1月 - 真庭ひかりネットワークの整備により全市をサービスエリアにした後、「真庭いきいきテレビ」として開局。

## 所在地
- 岡山県真庭市鍋屋17-1（真庭いきいきテレビ公式サイトによる表記。条例では、「真庭市鍋屋18番地1」の表記とされる）

## 主な放送チャンネル

### 音声告知放送
真庭市が、市民を対象に設置してサービスを実施するものである。音声告知放送のみを利用する加入は無料である。

### 地上波系列別再送信局
| NHK-G   | NHK-E   | NNN/NNS    | ANN          | JNN         | TXN            | FNN/FNS  | JAITS      |
| ------- | ------- | ---------- | ------------ | ----------- | -------------- | -------- | ---------- |
| NHK岡山 | NHK岡山 | 西日本放送 | 瀬戸内海放送 | RSK山陽放送 | テレビせとうち | 岡山放送 | サンテレビ |

### テレビ局
| チャンネル                          | チャンネル | 放送局               |
| アナログ                            | デジタル   | 放送局               |
| ----------------------------------- | ---------- | -------------------- |
| 1                                   | 1          | NHK岡山総合          |
| 4                                   | 2          | NHK岡山Eテレ         |
| 11                                  | 3          | サンテレビ           |
| 9                                   | 4          | 西日本放送           |
| 8                                   | 5          | KSB瀬戸内海放送      |
| 6                                   | 6          | RSK山陽放送          |
| 3                                   | 7          | TSCテレビせとうち    |
| 10                                  | 8          | 岡山放送             |
| 自主放送 （コミュニティチャンネル） |            |                      |
| 2                                   | 121        | 蒜山、湯原、美甘地域 |
| 5                                   | 122        | 勝山、久世地域       |
| 12                                  | 123        | 落合、北房地域       |

- アナログ放送の機材は「KHK」時代のものを使用しており、地上波放送局のチャンネルは同一で移行した（出典 - 広報まにわ 2008年6月号）。
- 自主放送（コミュニティチャンネル）は全市域共通の放送の他、地域別に放送される時間帯がある。

### ラジオ局
| MHz  | 放送局           |
| ---- | ---------------- |
| 76.8 | FM岡山           |
| 85.0 | RSKラジオ        |
| 87.0 | NHK岡山ラジオ第1 |
| 88.7 | NHK岡山FM        |

### 「KHK」時代の放送
- アナログ放送のみである。自主放送（コミュニティチャンネル）は5チャンネルのみ。12チャンネルはグリーンチャンネルが放送されていた。またNHK衛星第1、NHK衛星第2、「そのほかのチャンネル」の放送があった。
- 区域外のFM放送の配信が実施されていた。FM香川、Kiss-FM KOBE、FM802、FM OSAKAの配信があった。
  - 出典 - 広報まにわ 2006年1月号